# Conglutinina
A conglutinina é uma colectina, pertencente à classe das lectinas do tipo C, encontrada no soro bovino, dessa forma, tem a propriedade de se ligar aos carboidratos na presença de cálcio. Como todas colectinas, sua estrutura polipeptídica é formada por uma região N-terminal semelhante ao colágeno e um domínio de reconhecimento de carboidratos C-terminal ligados por uma região α-helicoidal espiralada. A estrutura da conglutinina tem grande similaridade a proteína surfactante D, pois ambas tem a capacidade de formarem uma estrutura em forma de cruz, constituída por tetrâmeros de trímeros, além de conterem no total doze regiões de reconhecimento de carboidratos. A conglutinina é um receptor de reconhecimento de padrões e tem um importante papel na imunidade inata através do reconhecimento de uma variedade de padrões moleculares associados ao patógeno, alérgenos e células do hospedeiro que devem ser fagocitadas. É secretada principalmente pelo fígado e é encontrada no soro bovino na concentração de 12 μg/ml.